# レナータ・ヴィガノ
レナータ・ヴィガノ（Renata Viganò, 1900年6月17日 - 1976年6月23日）は、イタリアの作家、詩人、ジャーナリストである。彼女の作品は、第二次世界大戦中のイタリアにおける抵抗運動と女性の役割に焦点を当てていることで知られる。

## 生涯
レナータ・ヴィガノは、1900年6月17日にイタリアのエミリア＝ロマーニャ州ボローニャで生まれた。幼い頃から文学に親しみ、詩作を始めた。20代で看護師としての訓練を受け、以後、医療分野での経験が彼女の後の作品に影響を与えることになる。
ファシスト政権下では反ファシズム運動に関わり、第二次世界大戦中はパルチザンとして活動した。この期間の経験は、彼女の代表作に色濃く反映されている。戦後、イタリア共産党に入党し、政治活動にも積極的に参加した。また、ジャーナリストとしても活動し、新聞や雑誌に寄稿した。
1976年6月23日、ボローニャで死去した。

## 主要作品
ヴィガノの最もよく知られた作品は、1949年に出版された小説『アニェーゼは死んだ』（L'Agnese va a morire）である。この作品は、第二次世界大戦中のイタリアにおけるパルチザン運動に加わる女性の物語であり、抵抗運動における女性の貢献を描いている。この小説は、イタリアの文学界で大きな評価を受け、多くの言語に翻訳された。
その他の作品には、以下のものがある。
- 『水の娘』（Figlie dell'acqua、詩集、1934年）
- 『最後の旅』（La bella del porto、小説、1956年）
- 『ナターレ・ディ・プラトリーノ』（Natalina e le sue sorelle、小説、1961年）

## 文学的評価と影響
レナータ・ヴィガノの作品は、第二次世界大戦下のイタリア社会の厳しい現実と、困難な状況下での人間の尊厳を描写している点で高く評価されている。特に、『アニェーゼは死んだ』は、抵抗運動文学の古典として位置づけられており、歴史的証言としての価値も大きい。彼女は、戦後のイタリア文学において、社会的なテーマとリアリズムを追求した作家の一人として重要な地位を占めている。

## 参考書籍
- Zancan, Marina. Renata Viganò. Quaderni del '900. Vol. 1. Il Ponte, 2002.
- Wood, Sharon. Italian Women's Writing, 1940-1985: A Thematic Study of Fiction and Non-fiction. Athlone Press, 1995.
- Ward, David. The Partisan's Daughter: A Novel. Europa Editions, 2007. (この作品はヴィガノに関する研究書ではなく、ヴィガノの主題に触れている可能性のある関連小説であり、直接の研究書ではないが、参考資料として挙げられる。)